# العلاقات التشيلية النيجيرية
العلاقات التشيلية النيجيرية هي العلاقات الثنائية التي تجمع بين تشيلي ونيجيريا.

## مقارنة بين البلدين
هذه مقارنة عامة ومرجعية للدولتين:
| وجه المقارنة                                              | تشيلي                         | نيجيريا                     |
| --------------------------------------------------------- | ----------------------------- | --------------------------- |
| المساحة (كم2)                                             | 756.10 ألف                    | 923.77 ألف                  |
| عدد السكان (نسمة)                                         | 17.37 مليون                   | 190.89 مليون                |
| الكثافة السكانية (ن./كم²)                                 | 22.97                         | 206.64                      |
| العاصمة                                                   | سانتياغو                      | أبوجا، لاغوس                |
| اللغة الرسمية                                             | اللغة الإسبانية               | لغة إنجليزية، اللغة اليوربا |
| العملة                                                    | بيزو تشيلي، وحدة حساب تشيلية ‏ | نيرة نيجيرية                |
| الناتج المحلي الإجمالي (بليون دولار)                      | 277.08 مليار                  | 375.77 مليار                |
| الناتج المحلي الإجمالي (تعادل القوة الشرائية) بليون دولار | 419.39 مليار                  | 1.09 تريليون                |
| الناتج المحلي الإجمالي الاسمي للفرد دولار أمريكي          | 13.42 ألف                     | 2.64 ألف                    |
| الناتج المحلي الإجمالي للفرد دولار أمريكي                 | 22.07 ألف                     | 5.91 ألف                    |
| مؤشر التنمية البشرية                                      | 0.832                         | 0.514                       |
| رمز المكالمات الدولي                                      | +56                           | +234                        |
| رمز الإنترنت                                              | .cl                           | .ng                         |
| المنطقة الزمنية                                           | 00، 00، 00، 00                | ت ع م+01:00                 |

## منظمات دولية مشتركة
يشترك البلدان في عضوية مجموعة من المنظمات الدولية، منها:
| علم المنظمة | اسم المنظمة                               | تاريخ انضمام تشيلي | تاريخ انضمام نيجيريا |
| ----------- | ----------------------------------------- | ------------------ | -------------------- |
|             | مؤسسة التنمية الدولية                     | 30 ديسمبر 1960     | 14 نوفمبر 1961       |
|             | الأمم المتحدة                             | 24 أكتوبر 1945     | 7 أكتوبر 1960        |
|             | منظمة التجارة العالمية                    | ?                  | ?                    |
|             | منظمة الشرطة الجنائية الدولية             | ?                  | ?                    |
|             | المركز الدولي لتسوية المنازعات الاستشارية | 24 أكتوبر 1991     | 14 أكتوبر 1966       |
|             | الاتحاد الدولي للاتصالات                  | 1908               | 11 أبريل 1961        |
|             | الفريق المعني برصد الأرض                  | ?                  | ?                    |
|             | البنك الدولي للإنشاء والتعمير             | 31 ديسمبر 1945     | 30 مارس 1961         |
|             | المنظمة الهيدروغرافية الدولية             | ?                  | ?                    |
|             | الاتحاد البريدي العالمي                   | ?                  | ?                    |
|             | منظمة حظر الأسلحة الكيميائية              | ?                  | ?                    |
|             | مؤسسة التمويل الدولية                     | 15 أبريل 1957      | 30 مارس 1961         |
|             | وكالة ضمان الاستثمار متعدد الأطراف        | 12 أبريل 1988      | 12 أبريل 1988        |
|             | يونسكو                                    | 7 يوليو 1953       | 14 نوفمبر 1960       |

## وصلات خارجية
- موقع وزارة الخارجية التشيلية
- موقع وزارة الخارجية النيجيرية